# European Union of the Deaf
Die European Union of the Deaf (EUD) ist eine – und nach eigener Aussage die einzige – gemeinnützige Organisation, die die Interessen gehörloser Menschen auf europäischer Ebene vertritt. Mitglieder des Verbandes sind die nationalen Gehörlosen-Organisationen der Mitgliedsstaaten der Europäischen Union.
Die EUD selber ist Mitglied der World Federation of the Deaf und des European Disability Forum. Präsident der EUD ist der Finne Markku Jokinen. Sitz der EUD ist in Brüssel, Belgien.

## Geschichte
Die British Deaf Association lud 1985 die Vertreter der nationalen Gehörlosen-Organisationen der Europäischen Wirtschaftsgemeinschaft zu einem Treffen ein. Am 6. und 7. März 1985 trafen sich die Vertreter von neun nationalen Gehörlosen-Organisationen in London. Sie beschlossen am 6. März 1985 die Gründung des European Community Regional Secretariat, das am 10. Oktober 1994 in European Union of the Deaf umbenannt wurde.
Im Juli 2017 hatte die EUD 31 Vollmitglieder und drei angeschlossene Mitglieder.